# Starčevo
Pour les articles homonymes, voir Starčevo (homonymie).

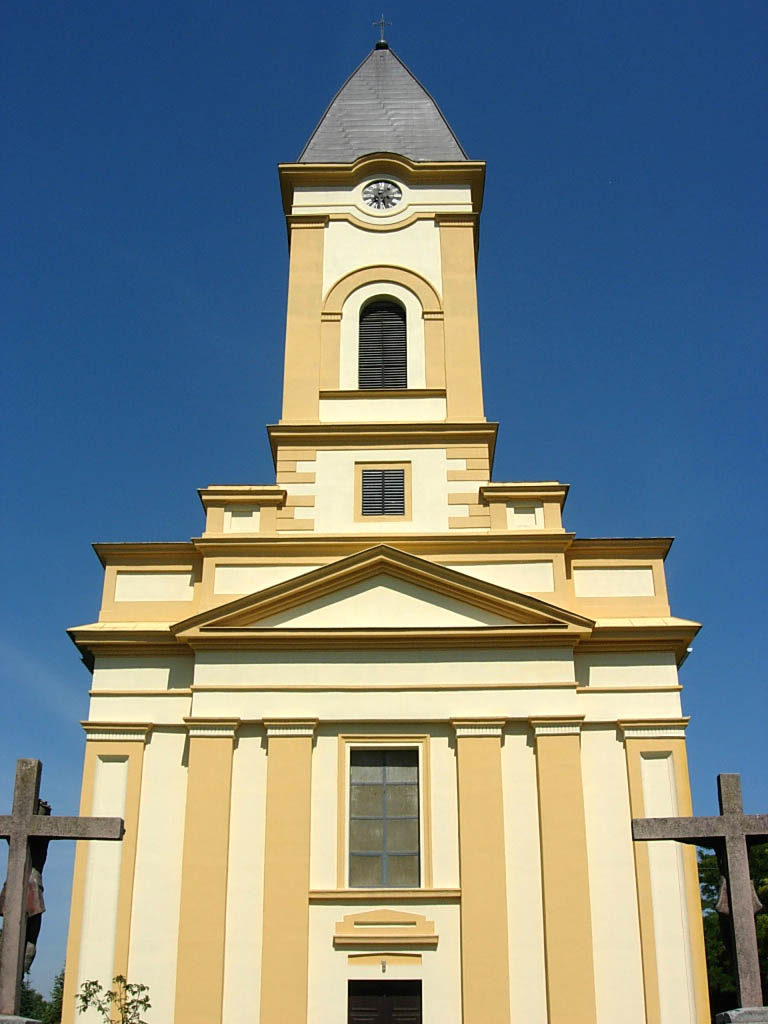
L'église catholique Saint-Maurice Martyr à Starčevo

Starčevo (en serbe cyrillique : Старчево) est une ville de Serbie située dans la province autonome de Voïvodine et sur le territoire de la ville de Pančevo, district du Banat méridional. Au recensement de 2011, elle comptait 7 412 habitants.
Le nom de la ville signifie « le lieu du vieil homme ».

## Histoire
La culture de Starčevo, une ancienne civilisation danubienne remontant à 6 000 avant Jésus-Christ, est nommée d'après la ville en raison des découvertes qui ont été faites sur un site archéologique situé à proximité ; ce site figure sur la liste des sites archéologiques d'importance exceptionnelle de la république de Serbie. La culture de Starčevo disparut aux alentours de -4 200 av. J.-C., avec l'invasion des Pélasges[réf. nécessaire].

## Démographie

### Évolution historique de la population
| 1948  | 1953  | 1961  | 1971  | 1981  | 1991  | 2002  | 2011  |
| ----- | ----- | ----- | ----- | ----- | ----- | ----- | ----- |
| 3 880 | 3 676 | 4 854 | 6 545 | 7 304 | 7 579 | 7 615 | 7 412 |

|  |